# W Series 2021
Navigation
2020 2022
Les W Series 2021 est la deuxième saison des W Series, un championnat automobile de Formule Régionale réservé aux femmes, après que la saison 2020 a été abandonnée à cause de la pandémie de Covid-19.

## Participantes
Les pilotes et équipes suivantes constituent la grille actuelle de la saison 2021 des W Series. Toutes les équipes utilisent des pneumatiques Hankook et utilisent deux voitures Tatuus-Alfa Romeo F.3 T-318 mécaniquement identiques et préparées par W Series Engineering,.
Le 24 juin 2021, les W Series annoncent le passage à un format avec des équipes et des pilotes assignées avec un contrôle sur la livrée de la voiture et les combinaisons de l'équipe, ainsi que le nom de l'équipe. La saison 2021 est utilisée comme une saison de transition, avec un championnat d'équipes non officiel et trois équipes toujours gérées de manière centralisée, avant une saison 2022 avec une grille entièrement structurée en équipes et un véritable championnat d'équipes.
| Équipe               | N° | Pilotes              | Courses  |
| -------------------- | -- | -------------------- | -------- |
| Puma W Series Team   | 3  | Gosia Rdest (en)     | 1-2, 4   |
| Puma W Series Team   | 19 | Marta García         | 1-7      |
| Puma W Series Team   | 20 | Caitlin Wood (en)    | 4-5, 7-8 |
| Puma W Series Team   | 49 | Abbi Pulling         | 3, 6-8   |
| Bunker Racing        | 5  | Fabienne Wohlwend    | Toutes   |
| Bunker Racing        | 37 | Sabré Cook (en)      | Toutes   |
| Ecurie W             | 7  | Emma Kimiläinen      | Toutes   |
| Ecurie W             | 44 | Abbie Eaton (en)     | 1-7      |
| Sirin Racing         | 11 | Vicky Piria          | Toutes   |
| Sirin Racing         | 54 | Miki Koyama          | Toutes   |
| M. Forbes Motorsport | 17 | Ayla Ågren (en)      | Toutes   |
| M. Forbes Motorsport | 95 | Beitske Visser       | Toutes   |
| Racing X             | 21 | Jessica Hawkins      | Toutes   |
| Racing X             | 27 | Alice Powell         | Toutes   |
| Scuderia W           | 22 | Belén García         | Toutes   |
| Scuderia W           | 26 | Sarah Moore (en)     | Toutes   |
| W Series Academy     | 3  | Gosia Rdest (en)     | 1-2, 5   |
| W Series Academy     | 32 | Nerea Martí          | Toutes   |
| W Series Academy     | 51 | Irina Sidorkova      | 1-6      |
| Veloce Racing (en)   | 55 | Jamie Chadwick       | Toutes   |
| Veloce Racing (en)   | 97 | Bruna Tomaselli (en) | Toutes   |

| N° | Pilotes            |
| -- | ------------------ |
| 3  | Gosia Rdest (en)   |
| 20 | Caitlin Wood (en)  |
| 31 | Tasmin Pepper (en) |
| 49 | Abbi Pulling       |
| 99 | Naomi Schiff       |

## Calendrier
Le 12 novembre 2020, il est annoncé que la saison 2021 comprendrait huit manches, toutes organisées en soutien du Championnat du monde de Formule 1 2021. Un calendrier provisoire est ensuite dévoilé le 8 décembre 2020. Après que la Formule 1 a apporté de légères modifications à son calendrier, la W Series a déplacé son premier événement du Circuit Paul-Ricard au Red Bull Ring.
| Course | Circuit                      | Date        | Pole position   | Meilleur tour   | Pilote vainqueur | Équipe gagnante |
| ------ | ---------------------------- | ----------- | --------------- | --------------- | ---------------- | --------------- |
| 1      | Red Bull Ring                | 26 juin     | Alice Powell    | Alice Powell    | Alice Powell     | Racing X        |
| 2      | Red Bull Ring                | 3 juillet   | Jamie Chadwick  | Jamie Chadwick  | Jamie Chadwick   | Veloce Racing   |
| 3      | Circuit de Silverstone       | 17 juillet  | Alice Powell    | Alice Powell    | Alice Powell     | Racing X        |
| 4      | Hungaroring                  | 31 juillet  | Jamie Chadwick  | Jamie Chadwick  | Jamie Chadwick   | Veloce Racing   |
| 5      | Circuit de Spa-Francorchamps | 28 août     | Jamie Chadwick  | Emma Kimiläinen | Emma Kimiläinen  | Ecurie W        |
| 6      | Circuit de Zandvoort         | 4 septembre | Emma Kimiläinen | Alice Powell    | Alice Powell     | Racing X        |
| 7      | Circuit des Amériques        | 23 octobre  | Abbi Pulling    | Alice Powell    | Jamie Chadwick   | Veloce Racing   |
| 8      | Circuit des Amériques        | 24 octobre  | Jamie Chadwick  | Jamie Chadwick  | Jamie Chadwick   | Veloce Racing   |

## Incident
Le 27 août 2021, lors des qualifications sur le circuit de Spa-Francorchamps, une collision spectaculaire entre six véhicules se produit, sans faire de blessées graves parmi les pilotes.

## Classement

### Attribution des points
Les points sont attribués aux dix premières pilotes classées comme suit :
| Position | 1er | 2e | 3e | 4e | 5e | 6e | 7e | 8e | 9e | 10e |
| Points   | 25  | 18 | 15 | 12 | 10 | 8  | 6  | 4  | 2  | 1   |

### Classement des pilotes
| Pos. | Pilote               | AUT1 | AUT2 | UK   | HUN  | BEL   | NED | USA1 | USA2 | Points |
| ---- | -------------------- | ---- | ---- | ---- | ---- | ----- | --- | ---- | ---- | ------ |
| 1    | Jamie Chadwick       | 6    | 1    | 3    | 1    | 2     | 2   | 1    | 1    | 159    |
| 2    | Alice Powell         | 1    | 8    | 1    | 2    | 4     | 1   | 3    | 6    | 132    |
| 3    | Emma Kimiläinen      | 13   | 3    | 4    | 6    | 1     | 3   | 2    | 3    | 108    |
| 4    | Nerea Martí          | 7    | 7    | 5    | 3    | 8     | 4   | 8    | 8    | 61     |
| 5    | Sarah Moore (en)     | 2    | 4    | 7    | 15   | 13    | 9   | 7    | 4    | 56     |
| 6    | Fabienne Wohlwend    | 3    | 10   | 2    | Abd. | 7     | 16  | 9    | Abd. | 42     |
| 7    | Abbi Pulling         |      |      | 8    |      |       | 7   | 4    | 2    | 40     |
| 8    | Beitske Visser       | 12   | 11   | 6    | 5    | Np.   | 12  | 5    | 5    | 38     |
| 9    | Irina Sidorkova      | 8    | 2    | 14   | 4    | Forf. | 13  |      |      | 34     |
| 10   | Belén García         | 4    | 9    | 17†  | 8    | 14    | 8   | 12   | 7    | 28     |
| 11   | Jessica Hawkins      | 16   | 16   | 16   | 10   | 6     | 5   | 6    | 15   | 27     |
| 12   | Marta García         | Abd. | 12   | 12   | 7    | 3     | 18  | 15   |      | 21     |
| 13   | Abbie Eaton (en)     | 15   | 6    | 9    | 13   | 10    | 6   | Abd. |      | 19     |
| 14   | Miki Koyama          | 5    | 18   | Abd. | 12   | 9     | 10  | 10   | 12   | 14     |
| 15   | Bruna Tomaselli (en) | 11   | 5    | 11   | 9    | 15    | 17  | 17   | 11   | 12     |
| 16   | Caitlin Wood (en)    |      |      |      | 17   | 5     |     | 13   | 10   | 11     |
| 17   | Ayla Ågren (en)      | 10   | 14   | 15   | 11   | Np.   | 15  | 16   | 9    | 3      |
| 18   | Gosia Rdest (en)     | 9    | 17   |      |      | 16    |     |      |      | 2      |
| 19   | Vicky Piria          | 17†  | 15   | 10   | 16   | 12    | 11  | 14   | 14   | 1      |
| 20   | Sabré Cook (en)      | 14   | 13   | 13   | 14   | 11    | 14  | 11   | 13   | 0      |
| Pos. | Pilote               | AUT1 | AUT2 | UK   | HUN  | BEL   | NED | USA1 | USA2 | Points |

| Couleur  | Résultat                       |
| -------- | ------------------------------ |
| Or       | Vainqueur                      |
| Argent   | 2e place                       |
| Bronze   | 3e place                       |
| Vert     | Classé dans les points         |
| Bleu     | Classé hors des points         |
| Bleu     | Non classé (Nc.)               |
| Violet   | Abandon (Abd.)                 |
| Rouge    | Non qualifié (Nq.)             |
| Rouge    | Non pré-qualifié (Npq.)        |
| Noir     | Disqualifié (Dsq.)             |
| Blanc    | Non partant (Np.)              |
| Blanc    | Forfait (Forf.)                |
| Blanc    | Course annulée (A)             |
| Neutre   | Non présent                    |
| Neutre   | Exclu (Ex.)                    |
| Gras     | Pole position                  |
| Italique | Meilleur tour en course        |
| †        | Classé sans terminer la course |
| 1 2 3 …  | Classement dans la catégorie   |